# 文政小判

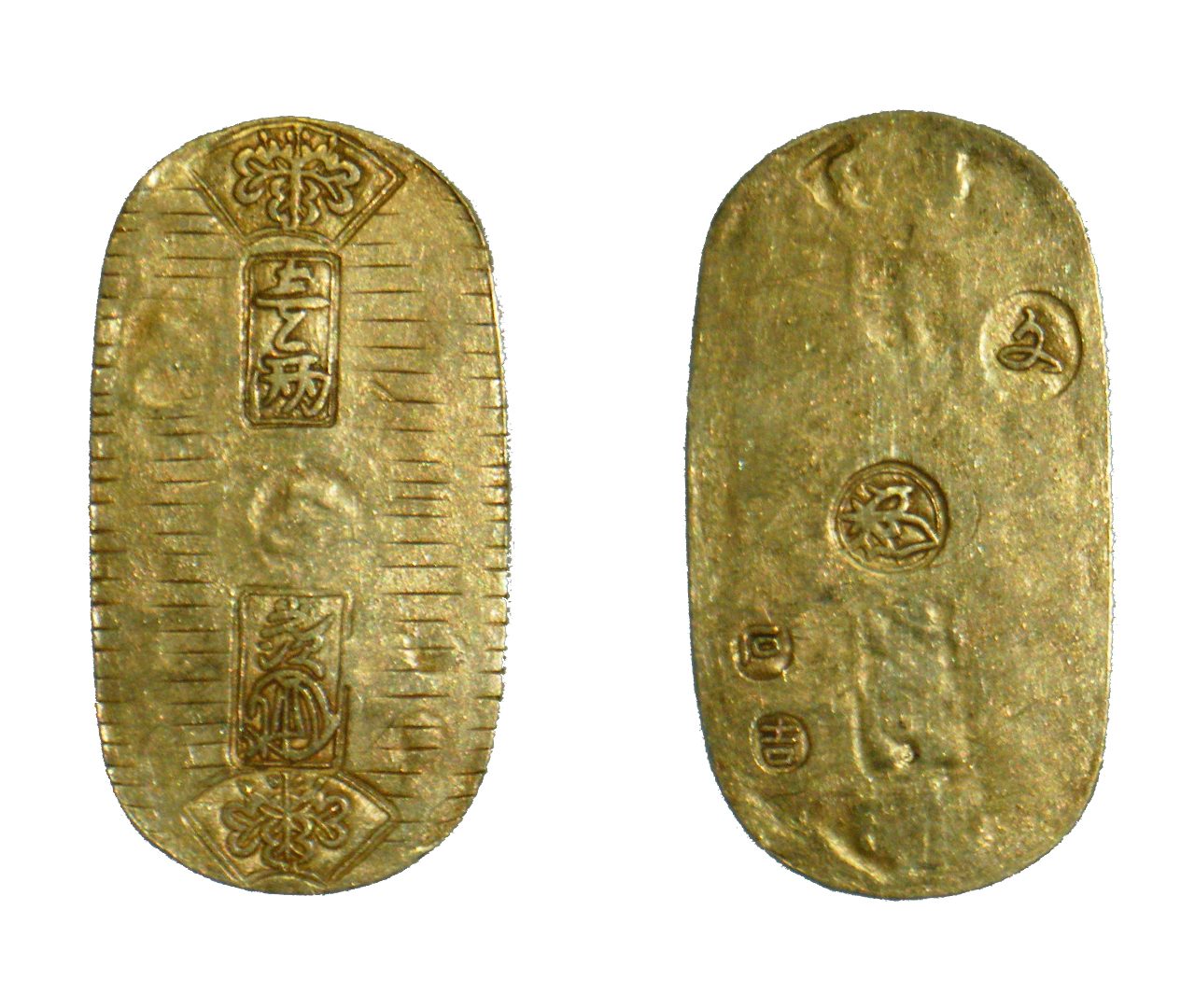
文政小判（新文字小判）

文政小判（ぶんせいこばん）とは、文政2年7月18日（1819年9月7日）から鋳造開始され、同年9月20日（1819年11月7日）より通用開始された一両としての額面を持つ小判である。
新文字小判（しんぶんじこばん）あるいは草文小判（そうぶんこばん）とも呼ばれる。また文政小判および文政一分判を総称して文政金（ぶんせいきん）、新文字金（しんぶんじきん）、あるいは草文金（そうぶんきん）と呼ぶ。同時期に吹替えが行われた草文銀と共に草文金銀（そうぶんきんぎん）と呼ぶ。

## 概要
表面には鏨（たがね）による茣蓙目が刻まれ、上下に桐紋を囲む扇枠、中央上部に「壹两」下部に「光次（花押）」の極印、裏面は中央に花押、下部の左端に小判師の験極印と吹所の験極印、さらに右上に「文」字が打印されている。この「文」字は元文小判と区別するため草書体とし、「草文」（そうぶん）と呼ばれる。
特製の献上小判も作成され、この場合小判師の験極印、吹所の験極印は意図的に「大」「吉」が打たれている。

## 略史
元文の吹替えにより通貨の供給が増大し、やがて金銀相場も安定し経済が発展したが、次第に奢侈的消費増大の風潮となるなか11代将軍、徳川家斉の子女の縁組費用、蝦夷地直轄政策などにより幕府の支出が増大し再び財政が悪化の一途をたどっていった。また古文字金は80年以上の長期間に亘って流通したため損傷や磨耗が著しくなり、吹替えはこれを是正するという名目であり古文字金の損貨を無料で新金と引き換えるということであった。しかし新金（新文字金）の量目は古文字金（元文金）と同一であったが、品位は低下しており出目（改鋳利益）による財政補填を目的とするものであった。
明和7年（1770年）、江戸（奥、蓮池）、大坂の御金蔵有高は計3,004,100両余であったが、天明8年暮（1789年）には817,200両余に減少。その前年から始まった倹約令（寛政の改革の緊縮財政）により、寛政10年暮（1799年）には1,079,700両余に回復、しかしその後臨時出費が続き、文化13年暮（1817年）には723,800両となった。寛政の改革の遺法を守っていた老中松平信明も文化14年（1817年）に没し、老中格水野忠成は徳川家斉のもと出目獲得により幕府蓄財の充実を図るため、文政2年6月（1819年）に御触れを出して金貨の吹替えに着手した。
文政元年（1818年）に発行された真文二分判は、量目は元文小判の1/2であったが品位が約14%劣る名目貨幣であり、文政小判の品位はこの真文二分判とまさに同一であり、名目貨幣であった真文二分判を本位貨幣格に引き上げるものであった。逆の言い方をすれば名目貨幣が本位貨幣を引きずり降ろしたことになり、同様の現象は銀貨においても見られた。
貨幣の吹替えは金銀の両替相場のバランスの関係から、ほぼ同時に行われるのが通常であるが、文政の吹替えでは丁銀の吹替えが小判に対し約1年遅れた結果、文政元年正月には金1両 = 銀64-65匁前後であった相場が、文政2年8月には金1両 = 銀60匁、同12月には金1両 = 銀52匁と一時的な銀相場の高騰を招くといった無計画なものであった。この文政改鋳の無計画さは、宝永期の一連の吹替えに対しても当てはまることであった。
旧貨幣との引替は文字金に対し当初増歩なしであったため進捗せず、引替年限が指定されると庶民は潰値段となるのを恐れて暫時差し出した。文政6年12月（1824年）までの三都における引替高は以下の通りである。
金  6,153,371両3分
- 江戸4,218,890両1分
- 大坂1,080,000両
- 京都  854,481両2分

銀 100,510貫700目
- 江戸 2,650貫700目
- 大坂69,960貫000目
- 京都27,900貫000目

古金銀の通用は文政7年2月（1824年）に、翌年2月限りとし、閏8月には古金銀を差出すものの住所から引替所までの距離に応じて手当てを与えることとしたが、結局通用停止は文政10年2月（1827年）まで延期された。しかし通用停止の古金銀はその後も流通し、引替所は結局幕末まで継続存置された。
文政3年8月13日（1820年）には古金銀の引替増歩を以下のように定めた。
- 慶長金、武蔵判、享保金100両 御買上代金165両
- 元禄金100両 御買上代金103両2分
- 乾金100両 御買上代金78両3分

この時期は天候も安定し豊作に恵まれたため、通貨の品位低下による米価の高騰は見られず引き続き経済は安定していた。一方、元文小判との引換えは進捗せず、発行高は古文字金と比較して減少した。これ以降、二分判などの名目貨幣の流通が次第に増加し、小判の流通高は減少の一途をたどった。
文政の改鋳を主導した老中水野忠成の経済政策は同族の老中水野忠邦による天保の改鋳に引き継がれ、文政・天保の2度の改鋳によって幕府財政は一時的な安定を得たものの、結果的には急激な物価高騰と支出増大による更なる幕府財政悪化をもたらした。これについて、近年ではむしろこの経済混乱こそが商品生産を刺激して全国市場の形成を促進し、幕末以後の国際的な資本主義経済の中において日本の民族独立と資本主義化成功を実現させたとする説も出されている。
通用停止は天保13年8月2日（1842年）であった。

## 文政一分判

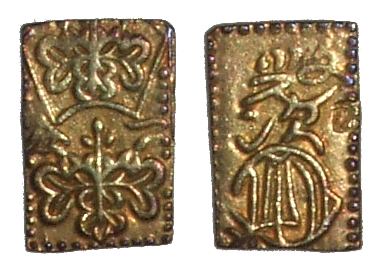
文政一分判（新文字一分判）

文政一分判（ぶんせいいちぶばん）は文政小判と同品位、1/4の量目でもってつくられた長方形短冊形の一分判であり、表面は上部に扇枠の桐紋、中央に横書きで「分一」、下部に桐紋が配置され、裏面は「光次（花押）」の極印が打たれている。裏面の右上に草書体の「文」の年代印が打たれていることは小判と同様であり、新文字一分判（しんぶんじいちぶばん）あるいは草文一分判（そうぶんいちぶばん）とも呼ばれる。

## 草文金の量目および品位
| 金銀 | 3.50匁 |
|      |        |

### 量目
小判の規定量目は元文小判と同じく三匁五分（13.09グラム）であり、一分判は八分七厘五毛（3.27グラム）である。
多数量の実測値の平均は、小判3.49匁（度量衡法に基づく匁、13.09グラム）、一分判0.88匁（同3.30グラム）である。
太政官による『旧金銀貨幣価格表』では、拾両当たり量目4.21510トロイオンスとされ、小判1枚当たりの量目は13.11グラムとなる。

### 品位
規定品位は七十八匁位（金56.41%、銀43.59%）である。
明治時代、造幣局により江戸時代の貨幣の分析が行われた。草文金の分析値の結果は以下の通りである。
| 貨種   | 成分 | 規定品位 | 太政官 | ディロン | 甲賀宜政 |
| ------ | ---- | -------- | ------ | -------- | -------- |
| 小判   | 金   | 56.41%   | 55.94% |          | 56.05%   |
| 小判   | 銀   | 43.59%   | 43.86% |          | 43.58%   |
| 小判   | 雑   | -        | 0.20%  |          | 0.37%    |
| 一分判 | 金   | 56.41%   | 同上   |          | 55.62%   |
| 一分判 | 銀   | 43.59%   | 同上   |          | 44.00%   |
| 一分判 | 雑   | -        | 同上   |          | 0.38%    |

雑分は銅、鉛などである。

## 草文金の鋳造量
『旧貨幣表』によれば、小判および一分判の合計で11,043,360両である。
吹替えにより幕府が得た出目（改鋳利益）は文政元年（1818年）から文政9年（1826年）までの9年間で二分判を含めて1,848,540両であった。さらに銀座『御用留便覧』によれば文政3年（1820年）から天保6年8月（1835年）までの15年間に新文字銀、新南鐐二朱銀、寛永通寳真鍮四文銭および南鐐一朱銀による出目は3,838,576両に上った。
金座における鋳造手数料である分一金（ぶいちきん）は鋳造高1000両につき、手代10両、金座人10両2分、吹所棟梁4両3分であった。